# Arnold van Mulken
Arnold van Mulken, van Mulcken ou encore Art van Mulkim, (lieu de naissance incertain : Mulken, près de Tongres, Maastricht ou Liège) était un maître maçon liégeois du début du XVIe siècle. Il habitait une maison dans le quartier du Vertbois à Liège. Il est connu pour avoir travaillé au palais des Princes-Évêques de Liège, et surtout pour avoir dirigé la construction de l'église de l'abbatiale Saint-Jacques à Liège. Il serait décédé après 1536. 

## Biographie
Arnold van Mulcken fut le maître d'œuvre de l'église de l'abbaye de Saint-Jacques, joyau de l'architecture gothique du XVIe siècle à Liège, au moins entre 1520 et 1527. Il intervient également en 1525 à la fin de la construction du chœur gothique de la collégiale Saint-Martin, sans doute pour en réaliser la voûte en étoile. Il fut également engagé en 1536 sur des chantiers de nature militaire, en particulier dans le quartier de Bêche à Liège (et non précisément de la tour en Bêche comme on l'a longtemps prétendu). Il fut aussi le restaurateur de l'église Saint-Séverin-en-Condroz. 
Il est signalé à de multiples reprises pour avoir effectué des expertises sur divers édifices liégeois, mais aussi à Tongres où il est mentionné en 1518. Parmi ces visites on peut mentionner celle réalisée le 27 mai 1523, alors que la stabilité de la grande tour de la cathédrale Saint-Lambert était compromise. Il est encore mentionné à la cathédrale Saint-Lambert en 1527 alors qu'un maître d'œuvre bruxellois vient visiter le chœur oriental que les chanoines désiraient reconstruire.
À la fin de sa carrière, il est peut-être chargé de la construction du palais des Princes-Évêques de Liège, où il est cité en 1534 en tant que maître overier. Il n'est pas assuré qu'il en fut le concepteur (une des hypothèses voudrait qu'Érard de La Marck en aurait lui-même conçu les plans).

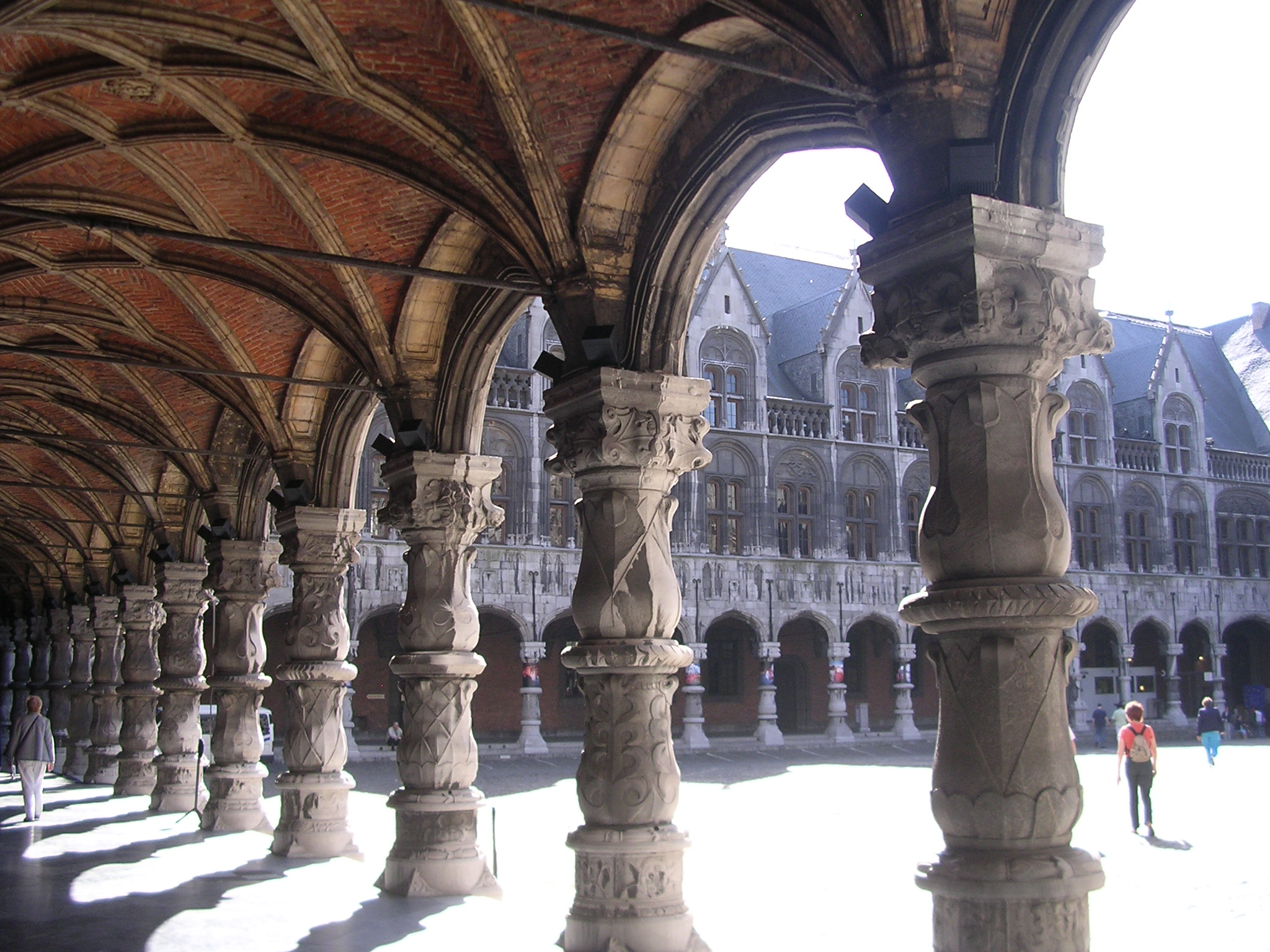
Cour d'honneur du Palais des Princes-Évêques de Liège